# Sexo (álbum de Los Prisioneros)
Sexo es el primer disco editado en Ecuador del grupo Los Prisioneros por el sello Wea en el año 1987.

## Canciones
Lado A
- Sexo
- Muevan las industrias
- Paramar
- ¿Por qué los ricos?
- La Voz de los 80's

Lado B
- El baile de los que sobran
- ¿Por qué no se van?
- Nunca quedas mal con nadie
- Quieren dinero
- ¿Quién mató a Marilyn?

Todas las canciones son las versiones originales de sus dos primeros discos.